# Chrysomya rufifacies
Chrysomya rufifacies är en tvåvingeart som först beskrevs av Macquart 1843.  Chrysomya rufifacies ingår i släktet Chrysomya och familjen spyflugor. Inga underarter finns listade i Catalogue of Life.

## Bildgalleri

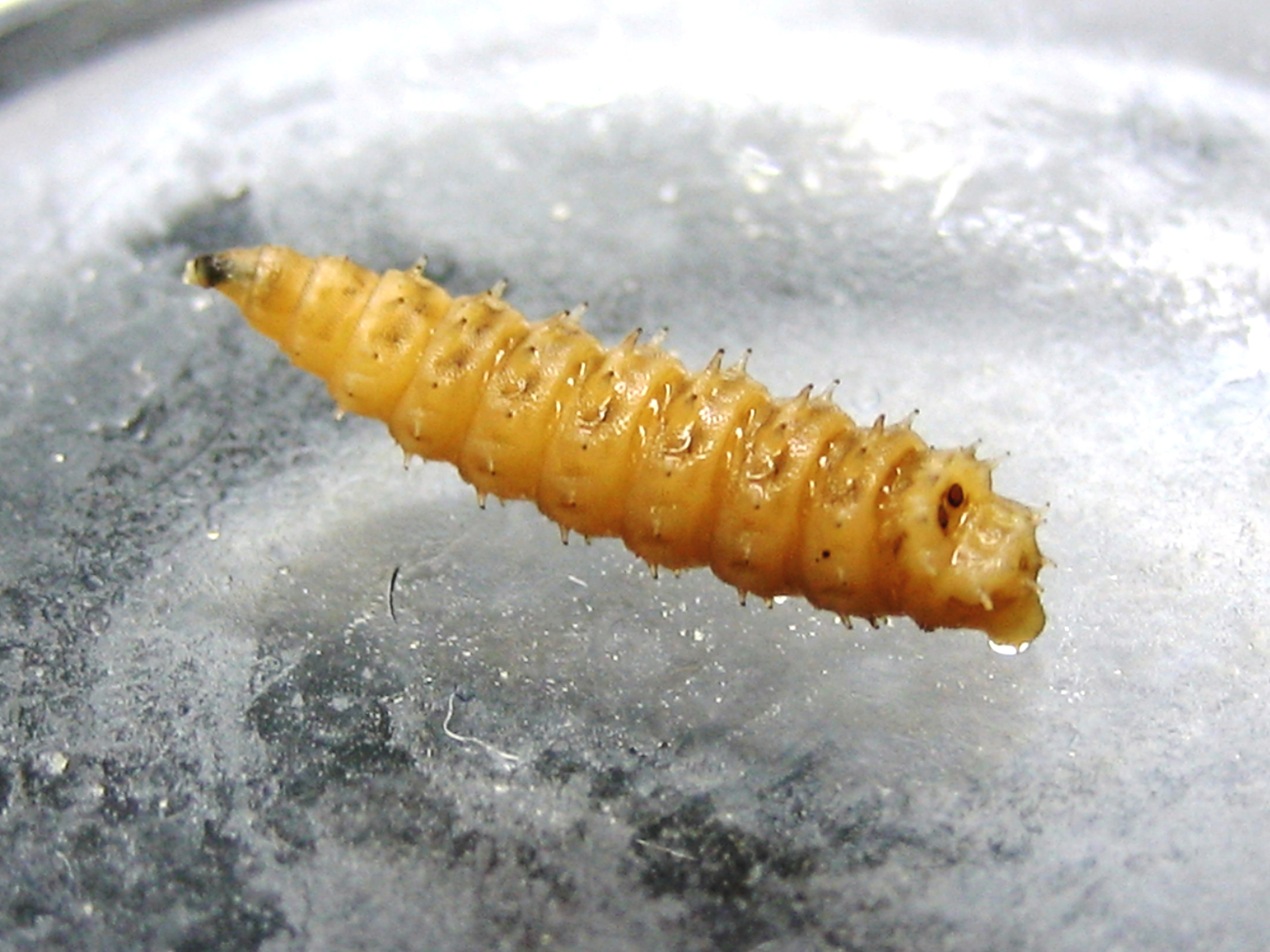